# Micropanchax ehrichi
Micropanchax ehrichi is een straalvinnige vissensoort uit de familie van de levendbarende tandkarpers (Poeciliidae). De wetenschappelijke naam van de soort is voor het eerst geldig gepubliceerd in 1994 door Berkenkamp & Etzel.